# Campeonato Mundial de Esportes Aquáticos de 2011
O Campeonato Mundial de Esportes Aquáticos de 2011 foi a décima quarta edição da competição de esportes aquáticos organizada pela Federação Internacional de Natação (FINA). Realizou-se na cidade de Xangai, na China entre 16 e 31 de julho.
A FINA anunciou, em 24 de março de 2007, a vitória de Xangai como sede, superando a candidatura de Doha, no Qatar após uma reunião em Melbourne, na Austrália.
As competições foram disputadas no Shanghai Oriental Sports Center, considerado um dos mais modernos centros aquáticos do mundo. As instalações começaram a ser construídas em dezembro de 2008 e demoraram dois anos para serem concluídas. Possui 347 mil m² e o custo foi de aproximadamente R$ 486 milhões.

## Calendário
| ● | Cerimônia de abertura | ● | Competições | ● | Finais de competições | ● | Cerimônia de encerramento |

| Julho              | 16 | 17 | 18 | 19 | 20 | 21 | 22 | 23 | 24 | 25 | 26 | 27 | 28 | 29 | 30 | 31 | T  |
| ------------------ | -- | -- | -- | -- | -- | -- | -- | -- | -- | -- | -- | -- | -- | -- | -- | -- | -- |
| Cerimônias         | ●  |    |    |    |    |    |    |    |    |    |    |    |    |    |    | ●  |    |
| Natação            |    |    |    |    |    |    |    |    | 4  | 4  | 5  | 4  | 5  | 5  | 6  | 7  | 40 |
| Maratona aquática  |    |    |    | 1  | 1  | 1  | 2  | 2  |    |    |    |    |    |    |    |    | 7  |
| Saltos ornamentais | 1  | 1  | 2  | 2  | ●  | 1  | 1  | 1  | 1  |    |    |    |    |    |    |    | 10 |
| Polo aquático      |    | ●  | ●  | ●  | ●  | ●  | ●  | ●  | ●  | ●  | ●  | ●  | ●  | 1  | 1  |    | 2  |
| Nado sincronizado  |    | 1  | 1  | 1  | 1  | 1  | 1  | 1  |    |    |    |    |    |    |    |    | 7  |
| Finais             | 1  | 2  | 3  | 4  | 2  | 3  | 4  | 4  | 5  | 4  | 5  | 4  | 5  | 6  | 7  | 7  | 66 |

## Quadro de medalhas
País sede destacado.
| Ordem | País           | Ouro | Prata | Bronze |    |
| 1     | Estados Unidos | 17   | 6     | 9      | 32 |
| 2     | China          | 15   | 13    | 8      | 36 |
| 3     | Rússia         | 8    | 6     | 4      | 18 |
| 4     | Brasil         | 4    |       |        | 4  |
| 5     | Itália         | 3    | 4     | 2      | 9  |
| 6     | Grã-Bretanha   | 3    | 3     |        | 6  |
| 7     | Austrália      | 2    | 10    | 4      | 16 |
| 8     | França         | 2    | 4     | 5      | 11 |
| 9     | Países Baixos  | 2    | 1     | 3      | 6  |
| 10    | Grécia         | 2    | 1     | 1      | 4  |